# Le Van Bo
Pour les articles homonymes, voir Lê.
Le Van Bo, né le 18 février 1977, est un architecte allemand d'origine laotienne. Il est connu pour ses meubles design Hartz IV à construire soi-même et à bas coût.
Le Van Bo arriva en Allemagne avec ses parents depuis le Laos en 1979 et grandit dans le quartier de Berlin-Wedding, où il étudia à l'école primaire Humboldt. Plus tard, il se produisit en tant que Rappeur et Graffiteur sous le pseudonyme de Prime à Berlin et étudia l'architecture à la Beuth Hochschule für Technik Berlin (de).En 2010, il suivit un cours de menuiserie à l'école populaire de Berlin ("Berliner Volkshochschule"). C'est cette expérience manuelle qui lui a inspiré la création de sa propre collection de meubles dont le premier élément  fut la « 24 Euro Chair », principalement inspirée par le Bauhaus.

## Meubles Hartz IV
Le Van Bo développa entre-temps une collection autour de sa « 24 Euro Chair ». Celle-ci comprenant entre-autres un fauteuil, un canapé-lit et une table. En 2010, Le Van Bo exposa son Appartement Hartz IV au festival international du design de Berlin (DMI). Celui-ci, d'une taille de 21 mètres carrés, serait réalisable en 14 jours et coûterait 1400 Euros de matériel,.

## Autres Projets
L'architecte est engagé dans différents projets, à titre d'exemple, il est le cofondateur de l'association Kiez-Tanz-Stelle, qui organise des « Schooltalks ». Des personnalités sont invitées lors de ceux-ci dans des écoles pour expliquer aux jeunes comment elles ont réussi à mener à bien des projets, malgré de mauvaises conditions de départ.

## Idéologie
Par la devise « Construire au lieu de consommer » (Konstruieren statt Konsumieren), Le Van Bo souhaite motiver les gens avec peu de moyens financiers mais un certain sens du style à travailler de leurs mains. Le Van Bo a bénéficié à une époque de l'aide sociale et a donc eu le temps d'expérimenter la fabrication de meubles autoconstruits. L'architecte envoie les plans de ses meubles gratuitement, en échange de quelques réponses sur l'avancement du projet du demandeur.